# 暗香·旧时月色
《暗香·旧时月色》，南宋词人姜夔的词作，写于宋光宗绍熙辛亥（1191年）冬天。

## 诗词原文
|  | 旧时月色，算几番照我，梅边吹笛？ 唤起玉人，不管清寒与攀摘。 何逊而今渐老，都忘却春风词笔。 但怪得竹外疏花，香冷入瑶席。 江国，正寂寂，叹寄与路遥，夜雪初积。 翠尊易泣，红萼无言耿相忆。 长记曾携手处，千树压、西湖寒碧。 又片片、吹尽也，几时见得？ |

## 背景
宋光宗绍熙辛亥（1191年）冬天，姜夔36岁，冒雪到苏州西南石湖，拜访石湖居士（诗人范成大），在石湖住了一个多月。应邀创作了这两首咏梅的新词。范成大把玩不已，令乐工歌妓练习演唱，音节谐婉，命名为《暗香》、《疏影》。语出北宋诗人林逋《山园小梅》诗：“疏影横斜水清浅，暗香浮动月黄昏。”

## 评价
张炎《词源》：“白石《疏影》、《暗香》等曲，不惟清真，且又骚雅，读之使人神观飞越。”
郑文焯《郑校白石道人歌曲》：案此二曲为千古词人咏梅绝调。